# Waitsburg (Washington)
Waitsburg je grad u američkoj saveznoj državi Washington. Prema popisu stanovništva iz 2010. u njemu je živjelo 1.217 stanovnika.